# Digonogastra honesta
Digonogastra honesta är en stekelart som först beskrevs av Szepligeti 1906.  Digonogastra honesta ingår i släktet Digonogastra och familjen bracksteklar. Inga underarter finns listade i Catalogue of Life.